# 時は流れて…
『時は流れて…』（ときはながれて…）は、日本のフォークデュオ、風の2枚目のアルバムである。

## 解説
デビュー作『ファーストアルバム』からおよそ7か月後にリリースされた作品で、先行シングル「あの唄はもう唄わないのですか」のアルバム・バージョンが収録されている。

## 再発売
2007年に、前作『ファーストアルバム』ならびに次作『WINDLESS BLUE』と同時に、本作のデジタル・リマスター盤が日本クラウンからCDで再発売されている。

## 記録
前作『風ファーストアルバム』に引き続き、オリコンチャートの首位を記録した。

## 収録曲

### A面
1. 北国列車 – (3'20") 
作詞・作曲：伊勢正三／編曲：瀬尾一三
2. 時の流れ – (4'19") 
作詞・作曲：伊勢正三／編曲：瀬尾一三
3. 古都 – (3'29") 
作詞：伊勢正三／作曲：大久保一久／編曲：瀬尾一三
4. 何かいいことありそうな明日 – (3'39") 
作詞・作曲：伊勢正三／編曲：瀬尾一三
5. 忘れゆく歴史 – (4'03") 
作詞・作曲：伊勢正三／編曲：石川鷹彦
6. 三丁目の夕焼け – (3'02") 
作詞・作曲：大久保一久／編曲：瀬尾一三

### B面
1. あの唄はもう唄わないのですか (アルバム・ヴァージョン) – (3'53")
作詞・作曲：伊勢正三／編曲：瀬尾一三
2. ふるさとの街は今も – (4'05") 
作詞・作曲：大久保一久／編曲：風
3. まぶしすぎる街  – (2'18") 
作詞：喜多条忠／作曲：伊勢正三／編曲：石川鷹彦
4. あなたへ – (3'44") 
作詞・作曲：大久保一久／編曲：瀬尾一三
5. 暦の上では – (3'47") 
作詞・作曲：伊勢正三／編曲：瀬尾一三
6. 終りのない唄 – (1'47") 
作詞・作曲：伊勢正三／編曲：風

## 参加ミュージシャン
『風 コンプリートベスト』ブックレットより転載
- 伊勢正三、大久保一久 – ヴォーカル、アコースティックギター、コーラス
- 石川鷹彦 、吉川忠英 – アコースティックギター
- 水谷公生 、矢島賢 – エレクトリックギター
- 岡沢章、武部秀明 – エレクトリックベース
- 大原繁仁、渋井博 – キーボード
- ラリー寿永 – パーカッション
- 田中清司 、村上秀一 – ドラムス
- 村岡健 – サキソフォン
- 石川鷹彦 、瀬尾一三 – コーラス
- 新室内楽協会 – ストリングス